# Таґуті Нобутака
Таґуті Нобутака (18 червня 1951) — японський плавець.
Олімпійський чемпіон 1972 року, учасник 1968, 1976 років.
Призер Чемпіонату світу з водних видів спорту 1973, 1975 років.
Переможець Азійських ігор 1970, 1974 років.
Призер літньої Універсіади 1970 року.